# Landkreise in Bayern

Landkreise und kreisfreie Städte in Bayern

Der Freistaat Bayern, das größte Land der Bundesrepublik Deutschland, gliedert sich heute in 71 Landkreise und 25 kreisfreie Städte, die in ihren Rechten und Aufgaben den Landkreisen gleichgestellt sind.

## Organe des Landkreises
Der Kreistag besteht aus dem direkt gewählten Landrat und bis zu 70 Kreisräten, die ebenfalls auf die Dauer von sechs Jahren von den Bürgern des Landkreises gewählt werden. Außerdem gibt es stets mindestens einen Ausschuss, den Kreisausschuss. Unterstützt werden die Organe des Landkreises (Kreistag, Landrat, Ausschüsse) durch die Verwaltung, das Landratsamt.
Der Kreistag ist die Vertretung der Kreisbürgerinnen und Kreisbürger. Er entscheidet über alle wichtigen Angelegenheiten und überwacht die gesamte Kreisverwaltung. Der Kreisausschuss ist ein vom Kreistag bestellter ständiger Ausschuss, der die Verhandlungen des Kreistags vorbereitet und die Angelegenheiten, die ihm übertragen sind, selbst erledigt. Der Kreistag kann im Bedarfsfall weitere vorberatende und beschließende Ausschüsse bilden, die sich in der Regel mit bestimmten Fachthemen beschäftigen. Für Eigenbetriebe bestellt der Kreistag einen Werkausschuss.
Der Landrat führt den Vorsitz im Kreistag (und in den Ausschüssen) und vollzieht die gefassten Beschlüsse. Er erledigt zudem die laufenden Angelegenheiten, die für den Landkreis keine grundsätzliche Bedeutung haben und keine erheblichen Verpflichtungen erwarten lassen, oder die ihm sonst vom Kreistag übertragen wurden. Er vertritt den Landkreis nach außen.
Das Landratsamt in Bayern wird wegen der Zuständigkeit für Kreis- und Staatsaufgaben im gleichen Amt auch als „Doppelbehörde“ bezeichnet. Der Landrat ist sowohl Dienstvorgesetzter der staatlichen als auch der kommunalen Beamten.

## Aufgaben des Landkreises
Nach der Landkreisordnung für den Freistaat Bayern ist ein Landkreis eine kommunale Gebietskörperschaft mit dem Recht, überörtliche Angelegenheiten, deren Bedeutung über das Kreisgebiet nicht hinausgeht, im Rahmen der Gesetze zu ordnen und zu verwalten. Der Landkreis ist zuständig für alle öffentlichen Aufgaben, die das Leistungsvermögen der kreisangehörigen Gemeinden übersteigen.
Die Landkreise sollen die öffentlichen Einrichtungen schaffen, die für das wirtschaftliche, soziale und kulturelle Wohl ihrer Einwohner erforderlich sind. Insbesondere sind sie verpflichtet, erforderliche Maßnahmen auf den Gebieten
- der Straßenverwaltung,
- der Feuersicherheit,
- des Gesundheitswesens sowie
- der öffentlichen Fürsorge und Wohlfahrtspflege

zu treffen oder die nötigen Leistungen für solche Maßnahmen aufzuwenden.
Durch zahlreiche Gesetze werden den Landkreisen konkrete Aufgaben im eigenen Wirkungskreis als Pflichtaufgabe oder als freiwillige Aufgabe übertragen, wie z. B.
- die Abfallentsorgung[22],
- die Organisation des öffentlichen Personennahverkehrs[23] und
- die Betreuung Volljähriger[24].

Zugleich ist das Landratsamt als untere staatliche Verwaltungsbehörde (Staatliches Landratsamt) zuständig z. B. für
- Amtsärztliche Gutachten[25]
- Baugenehmigungen[26]
- Führerscheine[27] und Kfz-Zulassung[28]
- Gaststättenerlaubnisse[29]
- Lebensmittelüberwachung[30]
- Rechtsaufsicht über Gemeinden[31]
- Umweltschutz[32] und Immissionsschutz[33]

Wenn das Landratsamt als untere staatliche Verwaltungsbehörde tätig ist, hat der Kreistag kein Mitspracherecht. Hier trägt der Landrat die alleinige Verantwortung.

## Geschichte der Landkreise in Bayern
Durch die Verwaltungsreformen von Graf Montgelas wurde Bayern (mit Ausnahme der linksrheinischen Gebieten der Pfalz (Bayern)) neu gegliedert. Ab 1802 entstanden Landgerichte, welche als Verwaltungseinheit der unteren Ebene sowohl für die Verwaltung als auch die Rechtsprechung zuständig waren. Die kleineren Städte und Märkte wurden den Landgerichten unterstellt, in den größeren Städten landesherrliche Stadtgerichte und Polizeidirektionen eingerichtet.
Im Jahre 1862 wurden Verwaltung und Rechtsprechung getrennt, es kam zur Gründung von der Verwaltung dienenden Bezirksämtern, die unter der Leitung eines Bezirksamtmanns standen und verwaltungstechnisch oft auch mehrere Landgerichtsbezirke umfassten.
Nach dem für Bayern verlorenen Preußisch-Österreichischen Krieg musste mit dem Friedensvertrag vom 22. August 1866 das Bezirksamt Gersfeld an Preußen abgetreten werden. Ab 1920 wurde das ehemalige Landratsamt Coburg nach der Vereinigung des Freistaates Coburg mit dem 1918 entstandenen Freistaat Bayern als bayerisches Bezirksamt Coburg fortgeführt.
Die Bezirke wurden 1939 in Landkreise und die Bezirksämter in Landratsämter umbenannt.
Nach dem Zweiten Weltkrieg wurde die Pfalz von Bayern gelöst. Der Begriff des Bezirks wurde jetzt für die Landesteile Oberbayern, Niederbayern, Oberpfalz, Schwaben, Unterfranken, Mittelfranken und Oberfranken verwendet.
Wesentliche Änderungen in der Gliederung der Landkreise ergaben sich mit der Gebietsreform in Bayern von 1972. Im Rahmen der Neugliederung Bayerns in Landkreise und kreisfreie Städte, die am 1. Juli 1972 in Kraft trat, wurden aus vorher 143 Landkreisen insgesamt 71 neue Landkreise. 23 ehemals kreisfreie Städte verloren ihre Kreisfreiheit; sie erhielten als Trostpflaster den Titel „Große Kreisstadt“ und begrenzte zusätzliche Rechte gegenüber normalen Gemeinden.

## Rechtsaufsicht und Fachaufsicht
Die Rechtsaufsicht über die Landkreise obliegt der Regierung. Das Staatsministerium des Innern, für Sport und Integration ist obere Rechtsaufsichtsbehörde der Landkreise (Art. 96 LKrO). 
Soweit keine besonderen Vorschriften bestehen, obliegt den Rechtsaufsichtsbehörden auch die Führung der Fachaufsicht (Art. 101 LKrO).